# Hit Me Hard and Soft
Hit Me Hard and Soft ist das dritte Studioalbum der US-amerikanischen Sängerin Billie Eilish. Es erschien am 17. Mai 2024 über das Label Interscope Records.

## Entstehung und Veröffentlichung
Das Album entstand erneut in Zusammenarbeit mit Finneas O’Connell, Produzent und Bruder von Billie Eilish. In einem Interview mit Apple Music verriet Eilish im Jahr 2023 mit den Aufnahmen zum neuen Album zu beginnen. Im Talkshow-Interview mit Jimmy Fallon im Dezember 2023 sei das Album bereits „fast fertig“ gewesen ehe es drei Monate später laut eigenen Angaben bereits fertig gemastert war.
Am 9. April 2024 kündigte Eilish ihr drittes Studioalbum Hit Me Hard and Soft auf Instagram an.
Mit Möglichkeit der Vorbestellung des Albums, kündigte Eilish in Kooperation mit dem Musiklabel Universal Music an, das ausschließlich nachhaltige Rohstoffe bei der Produktion der Vinyls verwendet wurden. Auch bei den Kassetten und CDs werden keine Verpackungen aus Plastik verwendet. Stattdessen werden diese in recycelten Papierhüllen verkauft. Merchandising wie Pullover und T-Shirts werden aus Bio-Baumwolle und recyceltem Polyester hergestellt.

## Promotion
Anfang April 2024 tauchten auf großflächigen Werbetafeln in Australien, dem Vereinigten Königreich und den Vereinigten Staaten kryptische Textpassagen wie „Did I cross the line?“ und „She’s the headlights I’m the deer“ auf dunklem Untergrund auf. Die Botschaften waren mit keinem eindeutigen Absender versehen, das in der Fangemeinde bekannte Markenzeichen von Eilish namens „Blohsh“, welches auf den Plakaten abgedruckt war, verriet jedoch die in Kürze bevorstehende Ankündigung eines neuen Albums.
Noch größere Aufmerksamkeit in den sozialen Medien erreichte Eilish durch Verwendung der „Engen Freunde“-Funktion auf der Plattform Instagram. Die Funktion begrenzt die Ansicht veröffentlichter Storys auf Instagram auf einen ausgewählten Personenkreis und hebt dies gesondert vor. Ende April 2024 kündigte sie die „Hit Me Hard and Soft: The Tour“ als Zusatz zum Album an. Die Tour soll am 29. September 2024 im Videotron Centre in Quebec, Kanada beginnen und am 27. Juli 2025 in Dublin, Irland enden.
Am 15. Mai 2024 veranstaltete Eilish im Barclays Center in Brooklyn eine Listening Party für ihre Fans, bei der das gesamte Album vorgestellt wurde.

## Titelliste
| Nr. | Titel              | Länge |
| --- | ------------------ | ----- |
| 1.  | Skinny             | 3:39  |
| 2.  | Lunch              | 2:59  |
| 3.  | Chihiro            | 5:03  |
| 4.  | Birds of a Feather | 3:30  |
| 5.  | Wildflower         | 4:21  |
| 6.  | The Greatest       | 4:53  |
| 7.  | L’amour De Ma Vie  | 5:33  |
| 8.  | The Diner          | 3:06  |
| 9.  | Bittersuite        | 4:58  |
| 10. | Blue               | 5:43  |

## Rezensionen
Die Kritiken zum Album sind fast durchweg sehr positiv. Die Webseite Metacritic vergibt auf Basis von 22 Kritiken insgesamt 89 von möglichen 100 Punkten.
Das Musikmagazin Diffus lobt vor allem die Wandelbarkeit der einzelnen Titel:

„Die Gegensätze und Widersprüche, wie sie auch schon im Titel zu finden sind, zeigen sich auch musikalisch. […] Das Cover des Albums und auch der erste Song ‘Skinny’ lassen einen düsteren, melancholischen Sound vermuten, wie wir ihn von Billie kennen. Wir werden in eine wohlbekannte musikalische Welt eingeladen, nur um mit dem zweiten Track sofort wieder herausgerissen zu werden.“

und betitelt das Album als „Pop-Überraschung“.
Auch das Onlinemagazin laut.de lobt die abwechslungsreichen Genres des Albums:

„‘Hit Me Hard And Soft’ ist großartig darin, musikalisch Momente zu schaffen. […] Wie dieses Album von klein zu groß übergeht, von atmosphärisch zu groovend, von laut zu leise: Großes Kino. Billie verlässt so endgültig den Bedroom-Pop, noch nie hat sie so cineastisch geklungen.“

Der Musikexpress betitelt das Album als „Pop-Album, an dem sich alle anderen werden messen müssen“.

## Kommerzieller Erfolg

### Chartplatzierungen
| ChartsChartplatzierungen       | Höchstplatzierung | Wochen |
| ------------------------------ | ----------------- | ------ |
| Deutschland (GfK)              | 1 (… Wo.)         | …      |
| Österreich (Ö3)                | 1 (… Wo.)         | …      |
| Schweiz (IFPI)                 | 1 (… Wo.)         | …      |
| Vereinigte Staaten (Billboard) | 2 (… Wo.)         | …      |
| Vereinigtes Königreich (OCC)   | 1 (… Wo.)         | …      |

| ChartsJahrescharts (2024)      | Platzierung |
| ------------------------------ | ----------- |
| Deutschland (GfK)              | 2           |
| Österreich (Ö3)                | 2           |
| Schweiz (IFPI)                 | 2           |
| Vereinigte Staaten (Billboard) | 11          |
| Vereinigtes Königreich (OCC)   | 5           |

### Auszeichnungen für Musikverkäufe
| Land/Region                  | Auszeichnungen für Musikverkäufe (Land/Region, Auszeichnung, Verkäufe) | Verkäufe  |
| ---------------------------- | ---------------------------------------------------------------------- | --------- |
| Australien (ARIA)            | 2× Platin                                                              | 140.000   |
| Belgien (BRMA)               | 2× Platin                                                              | 40.000    |
| Brasilien (PMB)              | Diamant                                                                | 160.000   |
| Dänemark (IFPI)              | 3× Platin                                                              | 60.000    |
| Deutschland (BVMI)           | Platin                                                                 | 150.000   |
| Frankreich (SNEP)            | 2× Platin                                                              | 200.000   |
| Italien (FIMI)               | Platin                                                                 | 50.000    |
| Kanada (MC)                  | 3× Platin                                                              | 240.000   |
| Neuseeland (RMNZ)            | 3× Platin                                                              | 45.000    |
| Niederlande (NVPI)           | Platin                                                                 | 30.000    |
| Österreich (IFPI)            | Platin                                                                 | 15.000    |
| Polen (ZPAV)                 | 3× Platin                                                              | 60.000    |
| Portugal (AFP)               | 2× Platin                                                              | 14.000    |
| Schweden (IFPI)              | 2× Platin                                                              | 60.000    |
| Schweiz (IFPI)               | Gold                                                                   | 10.000    |
| Spanien (Promusicae)         | Platin                                                                 | 40.000    |
| Vereinigte Staaten (RIAA)    | 2× Platin                                                              | 2.000.000 |
| Vereinigtes Königreich (BPI) | Platin                                                                 | 300.000   |
| Insgesamt                    | 1× Gold · 30× Platin · 1× Diamant ·                                    | 3.614.000 |

Hauptartikel: Billie Eilish/Auszeichnungen für Musikverkäufe